# Distretto di Tornionlaakso
Il distretto di Tornionlaakso (Torniolaakso) è uno dei distretti della Finlandia. È geograficamente locato nella regione della Lapponia. Il distretto è composto da due comuni e il numero della classificazione NUTS (NUTS-4) e LAU (LAU-1) è 193.
La superficie del distretto è di 4076,3 km², dei quali 309,3 km² (il 7,58%) sono ricoperti d'acqua.
Il 31 maggio 2011 la popolazione del distretto era di 8.661 abitanti, con una densità di 2,12 ab./km².

## Comuni
- Pello (comune)
- Ylitornio (comune)